# Handballkonföderation Nordamerikas und der Karibik
Die Handballkonföderation Nordamerikas und der Karibik (englisch North America and Caribbean Handball Confederation) ist ein der Internationalen Handballföderation (IHF) angehöriger Sportverband. Er organisiert den internationalen Spielbetrieb der Mitgliedsverbände  in Nordamerika und der Karibik im Handball und im Beachhandball.

## Geschichte
Der Verband wurde am 13. April 2019 gegründet. Er hat seinen Hauptsitz in Colorado Springs. Der Verband entstand als einer von zwei Nachfolgern der Pan-American Team Handball Federation. Der andere Nachfolger dieses von der IHF aufgelösten Verbandes ist die Süd- und zentralamerikanische Handballkonföderation. Ziel der Neugründung war die sportliche Entwicklung des Handballs in Nordamerika; das Leistungsgefälle zwischen den Verbänden aus Nordamerika und der Karibik gegenüber denen aus Süd- und Mittelamerika war zu groß geworden, gegenüber den anderen Kontinentalverbänden der IHF war der Abstand noch weit größer. Gegen die Auflösung hatte die Pan-American Team Handball Federation Widerspruch eingelegt.

## Mitglieder
Der Handballkonföderation Nordamerikas und der Karibik gehören 21 Handballverbände aus folgenden Staaten an: Kanada, Grönland, Mexiko, Vereinigte Staaten, Antigua und Barbuda, Bahamas, Barbados, British Virgin Islands, Cayman Islands, Kuba, Dominica, Dominikanische Republik, Grenada, Haiti, Jamaika, Guadeloupe, Puerto Rico, Saint Kitts and Nevis, Saint Lucia sowie Trinidad und Tobago.

## Turniere
Der Verband richtet im Handball die Turniere Nor.Ca. Men’s Handball Championship und Nor.Ca. Women’s Handball Championship für Nationalmannschaften und North American and the Caribbean Senior Club Championship für Vereinsmannschaften aus. Im Beachhandball richtet er die Nor.Ca. Beach Handball Championship aus.